# Diaphananthe plehniana
Diaphananthe plehniana är en orkidéart som först beskrevs av Rudolf Schlechter, och fick sitt nu gällande namn av Rudolf Schlechter. Diaphananthe plehniana ingår i släktet Diaphananthe och familjen orkidéer. Inga underarter finns listade i Catalogue of Life.